# Colossus (Marvel)
Colossus (echte naam: Piotr “Peter” Nikolaievitch Rasputin) is een fictieve superheld uit de strips van Marvel Comics. Hij werd bedacht door Len Wein en Dave Cockrum, en verscheen voor het eerst in Giant-Size X-Men #1 (mei 1975).
Colossus is een Russische mutant met de gave om zijn gehele lichaam in organisch staal te veranderen. In deze stalen vorm is hij supersterk en vrijwel onkwetsbaar. Ondanks zijn woeste uiterlijk en af en toe brute gedrag is hij een van de zachtaardigste en minst agressieve X-Men.
Sinds zijn debuut is Colossus constant aanwezig geweest in X-Men strips. Hij komt daarnaast ook voor in de X-Men animatieseries, en twee van de X-Men films.

## Biografie

### De X-Men
Piotr “Peter” Rasputin werd geboren op een Sovjet Collectivisatie genaamd het Ust-Ordynski-collectief, vlak bij het Baikalmeer in Siberië. Hij woonde hier met zijn moeder, vader en zus. Hij had ook een oudere broer, Mikhail, die een Russische ruimtevaarder was, en blijkbaar was omgekomen bij een ongeluk met de raket waar hij in zat.
Peters mutantenkrachten begonnen zich te ontwikkelen tijdens zijn puberteit, en werden voor het eerst actief toen hij zijn zus redde van een op hol geslagen tractor. In het begin gebruikte hij deze krachten om het werk op de boerderij te bevorderen, zodat hij voordeel wist te slaan uit iets dat hem anders zou hebben gebrandmerkt als een soort monster. Hij werd al snel opgemerkt door Professor Charles Xavier, die bezig was een nieuw X-Men team samen te stellen om het oude team te redden van het eiland Krakoa. Piotr besloot de droom van Professor X, een wereld waarin mens en mutant in vrede konden leven, te ondersteunen en sloot zich bij dit team aan, waar hij de codenaam Colossus kreeg.
Colossus was een van de weinige nieuwe leden die een familie moest achterlaten, en hij schreef hen dan ook regelmatig brieven. Kort na zijn komst bij de X-Men ontvoerde een vrouw genaamd Miss Locke veel vrienden en familieleden van verschillende X-Men leden om de X-Men te dwingen haar baas, Arcade te bevrijden van een van Dr. Dooms robots. Een van haar gijzelaars was Colossus’ jongere zus Illyana. Nadat de X-Men al Miss Lockes gevangenen hadden bevrijd kwam Illyana ook op de X-Men school wonen bij haar broer. Tijdens haar verblijf werd ze ontvoerd door de zwarte magiër Belasco, en toen ze terugkeerde waren er voor haar zeven jaren verstreken en was zij dertien. Ze had nu ook kennis van zwarte magie, en haar mutanten gave van het teleporteren had zich gemanifesteerd. Zij werd hierdoor de tovenares Magik.
Ondertussen begon Colossus aan een relatie met zijn mede X-Men Shadowcat. Hoewel ze maar een tijdje bij elkaar waren als koppel, was de relatie wel de basis voor een langdurige vriendschap tussen de twee.
De X-Men belanden ook in een andere dimensie waar ze ontdekten dat Colossus’ broer Mikhail nog leefde en een soort Messias was voor de inwoners van die dimensie. Hij ging met de X-Men mee terug naar de Aarde, maar eenmaal daar verliet hij hen en werd de leider van de Morlocks.
Later werd Colossus’ zus Illyana een van de eerste slachtoffers van het Legacy Virus (letterlijk vertaald: erfvirus) en ze stierf hieraan. Het verlies van zijn naaste familie (zijn ouders waren inmiddels vermoord door de Russische overheid), gecombineerd met het feit dat een hersenbeschadiging hem dwong in zijn gepantserde vorm te blijven, zorgde dat Colossus twijfels kreeg over zijn positie bij de X-Men en de idealen van Professor X. Hij sloot zich aan bij Magneto en zijn groep van Acolytes. Colossus herstelde van zijn herenbeschadiging, maar bleef toch bij de Acolytes in de hoop hun extreme methodes te kunnen veranderen.

### Excalibur
Colossus verliet Magneto’s team uiteindelijk toen hij besefte dat dit ook niet zijn plaats was. Hij zocht zijn oude vriendin en teamgenoot Shadowcat weer op, die in middels lid was van Excalibur. Maar eenmaal in Engeland ontdekte hij dat Shadowcat een nieuw vriend had, Pete Wisdom. Hoewel dit eerst tot woedde leidde bij Colossus, accepteerde hij Shadowcats keus later. Hij bleef zelf lid van Excalibur, totdat het team uit elkaar ging. Hij keerde samen met Nightcrawler en Shadowcat terug naar de X-Men en begon oude vriendschappen te herstellen, die waren verbroken toen hij zich bij de Acolytes aansloot.

### "Dood" en terugkeer
De X-Men’s wetenschapper Beast ontdekte uiteindelijke een geneesmiddel voor het Legacy Virus. Echter, het geneesmiddel zou pas actief worden nadat ten minste een persoon het had gebruikt, en de kans dat die persoon dit zou overleven was zeer klein. Omdat hij anderen het lot van zijn zus wilde besparen besloot Colossus zich op te offeren en nam het geneesmiddel in, waarna het Legacy Virus geheel werd uitgeroeid. Colossus stierf inderdaad aan de gevolgen. Hij werd gecremeerd, en Shadowcat nam zijn as mee naar Rusland om daar uit te strooien.
Niet lang daarna ontdekten de X-Men dat een medische compagnie genaamd Benetech een geneesmiddel tegen mutatie had gevonden. Na een monster van dit geneesmiddel te hebben onderzocht, ontdekte Beast een DNA-streng, verborgen diep in de formule. Hierop werd een onderzoek ingesteld waarbij bleek dat de alien Ord verantwoordelijk was voor de ontdekking van het mutatiegeneesmiddel. Shadowcat ontdekte in een verborgen complex onder het Benetech gebouw dat kort na Colossus’ zogenaamde opoffering, Ord zijn lichaam had meegenomen en een duplicaat had achtergelaten, die door de X-Men was gecremeerd. De echte Colossus was nog in leven, en met het Legacy Virus in zijn bloed ontwikkelde Ord vervolgens het mutatiegeneesmiddel. Shadowcat bevrijdde Colossus, en hij sloot zich weer aan bij het team.

## Krachten en vaardigheden
Colossus bezit de gave om zijn gehele lichaam in een soort organisch staal te veranderen, dat door sommigen “osmium” wordt genoemd. In zijn gepantserde vorm beschikt Colossus over kolossale kracht waarvan de limieten niet bekend zijn. Tevens heeft hij in zijn gepantserde vorm een bovenmenselijk uithoudingsvermogen.
Colossus’ gepantserde vorm maakt hem vrijwel onkwetsbaar. Hij kan zware explosies, veel vuurwapens, hitte en kou, elektriciteit, magische aanvallen en een val van enorme hoogte weerstaan. Verder hoeft hij in zijn gepantserde vorm niet tot nauwelijks te ademen, eten of drinken. Colossus kan niet slechts een gedeelte van zijn lichaam veranderen in staal. Hij moet geheel veranderen, of geheel niet.
Colossus is ook zeer ervaren in gevechten. Hij heeft training ondergaan van Wolverine en Nightcrawler. Vooral beroemd is Colossus’ en Wolverines teamaanval genaamd de Fastball special, waarbij Colossus Wolverine naar een vijand gooit.

## Ultimate Colossus
In het Ultimate Marvel-universum werkte Peter Rasputin een tijd als wapensmokkelaar voor de Russische maffia. Dit omdat hij als kind gered werd van een vuurgevecht door een maffiabaas genaamd Big Boris, die hem naar de Verenigde Staten smokkelde. Toen een illegale wapenoverdracht fout liep en er een vuurgevecht losbarstte, ontdekte Peter voor het eerst dat hij een mutant was. Zijn krachten hielpen hem als enige te overleven. Hij werd hierna gevonden door Jean Grey, die hem naar de X-Men bracht.
Colossus was echter niet tevreden met zijn leven bij de X-Men, en al helemaal niet met zijn leven als mutant. Hij verliet het team en keerde terug naar Rusland. Daar leerde hij zijn gaven uiteindelijk te accepteren, en werd een nationale held. Hierna keerde hij toch terug naar de X-Men.
Ultimate Colossus is beduidend sterker dan zijn tegenhanger uit de standaardstrips. Ondanks dat hij van metaal is kan hij zelfs Magneto’s magnetisme weerstaan, en hij is in staat een trein te stoppen. Hij heeft echter een zwakheid die zijn tegenhanger uit de standaardstrips niet heeft: zijn ogen veranderen niet in staal en blijven dus kwetsbaar.
Deze versie van Colossus is openlijk homoseksueel.

## Films
- In X-Men had Colossus een korte cameo als een goed getrainde student op het binnenhof van Xaviers school.
- In de film X2 wordt Colossus gespeeld door Daniel Cudmore. Wanneer William Stryker en zijn soldaten de school aanvallen redt hij Siryn en helpt de andere kinderen te ontsnappen.
- Cudmore speelde ook de rol van Colossus in de films X-Men: The Last Stand en X-Men: Days of Future Past.
- In Deadpool, Deadpool 2 en Deadpool & Wolverine speelt Colossus ook een rol en heeft een Russische achtergrond, hierin wordt hij ingesproken door Stefan Kapičić.

### Biografie in de films

#### X-Men 2: X-Men United
In de film heet Colossus Peter Rasputin. Hij zit op de school van Professor X.
Als de school wordt aangevallen redt Colossus Siryn van de soldaten en leidt de studenten veilig uit het gebouw.

#### X-Men: The Last Stand
In de Danger Room simulator voeren hij en Wolverine hun beroemde Fastball special uit op een robot genaamd Sentinel, Wolverine schakelt hem uit. Ook helpt hij de X-Men in hun gevecht met Magneto’s Brotherhood of Mutants op Alcatraz. Hier vermoordt hij vele slechte Mutanten waaronder Phat, die eerst door Iceman bevroren was.
Hoewel hij in deze film meer schermtijd heeft dan in de vorige, heeft hij ook in deze film slechts 1 regel tekst.

## Colossus in andere media

### Televisie
- Colossus maakte zijn tv-debuut in 1984 in de Spider-Man and His Amazing Friends. He verscheen in de afleveringen The Education of a Superhero en The X-Men Adventure. Zijn stem werd gedaan door John Stephenson.
- Colossus’ volgende tv-optreden was in 1989 in de 30 minuten durende X-Men aflevering Pryde of the X-Men, waarin Earl Boen zijn stem deed.
- In de X-Men animatieserie uit 1992 werd Colossus’ stem gedaan door Rick Bennett en Robert Cait.
- In de animatieserie X-Men: Evolution uit 2000 kwam Colossus eveneens voor. In de serie is hij nog maar 19 jaar oud, en lid van Magneto’s acolytes. Hij is echter geen gewillige medewerker, en Magneto dreigt zelfs een keer Colossus’ familie te doden als hij niet meewerkt. In de laatste aflevering zag Professor X in een visioen dat Colossus uiteindelijk een van de X-Men zou worden. Zijn stem werd gedaan door Michael Adamthwaite.